# Кутнан
Кутна́н (фр. Couthenans) — коммуна во Франции, находится в регионе Франш-Конте. Департамент — Верхняя Сона. Входит в состав кантона Эрикур-Уэст. Округ коммуны — Люр.
Код INSEE коммуны — 70184.

## География
Коммуна расположена приблизительно в 360 км к юго-востоку от Парижа, в 70 км северо-восточнее Безансона, в 45 км к востоку от Везуля.

## Население
Население коммуны на 2010 год составляло 777 человек.
| 1962 | 1968 | 1975 | 1982 | 1990 | 1999 | 2010 |
| ---- | ---- | ---- | ---- | ---- | ---- | ---- |
| 350  | 387  | 680  | 677  | 710  | 712  | 777  |

## Администрация
| Период | Период | Фамилия        | Партия                              | Примечания |
| ------ | ------ | -------------- | ----------------------------------- | ---------- |
| 1977   | 2008   | Жак Бернаден   | Французская коммунистическая партия |            |
| 2008   | 2014   | Нассер Диффала | Французская коммунистическая партия |            |

## Экономика
В 2010 году среди 499 человек трудоспособного возраста (15—64 лет) 363 были экономически активными, 136 — неактивными (показатель активности — 72,7 %, в 1999 году было 67,9 %). Из 363 активных жителей работали 332 человека (174 мужчины и 158 женщин), безработных было 31 (13 мужчин и 18 женщин). Среди 136 неактивных 46 человек были учениками или студентами, 55 — пенсионерами, 35 были неактивными по другим причинам.

## Фотогалерея

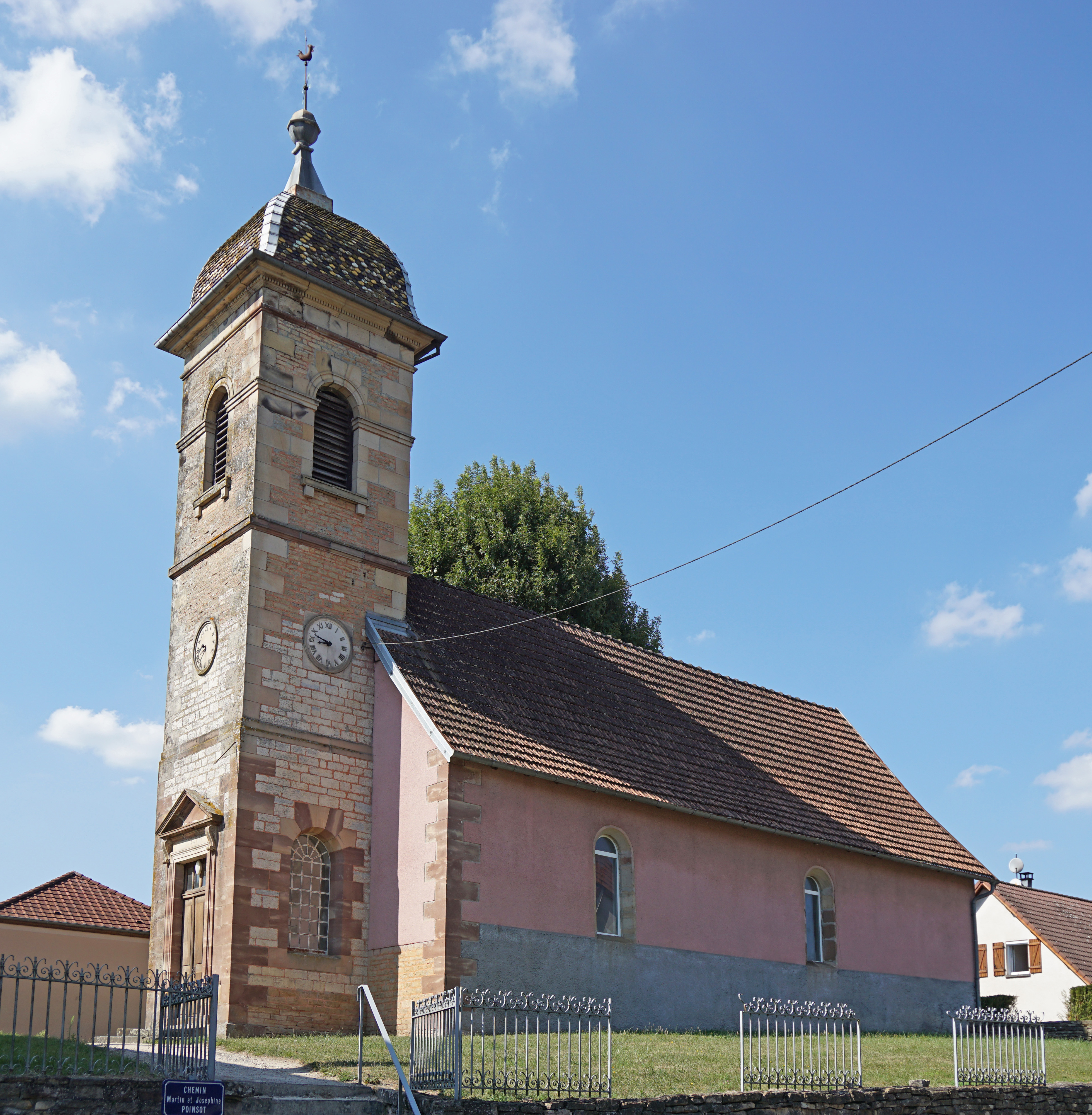
Протестантская церковь
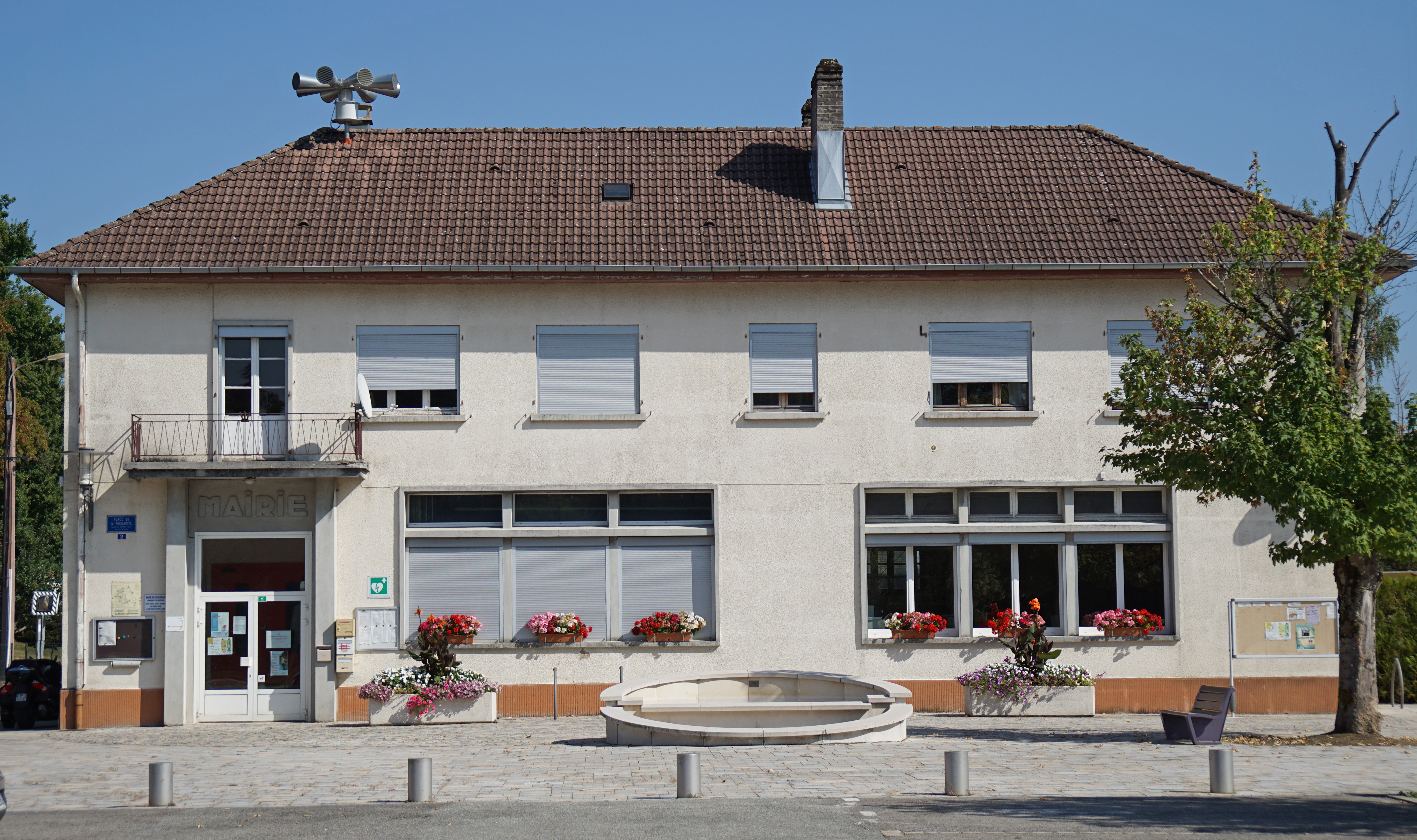
Мэрия
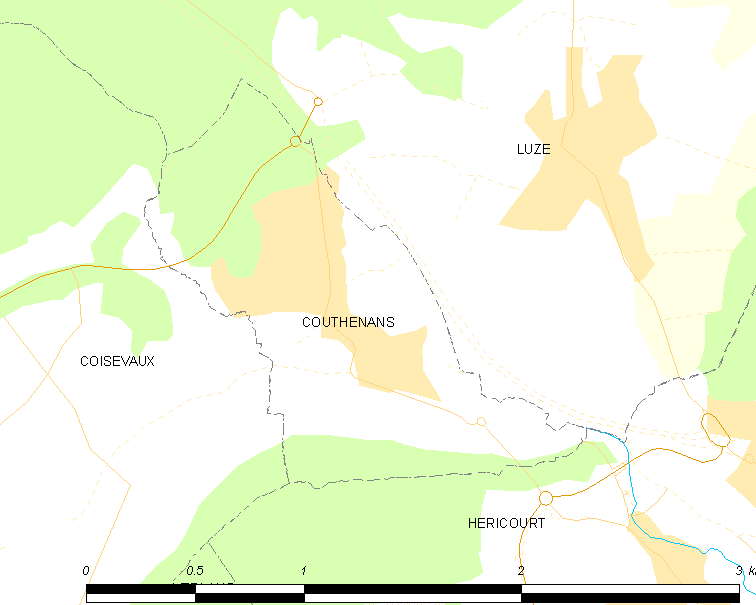
Карта коммуны